# BSA Model L-serie
De BSA Model L-serie was een serie 350cc-motorfietsen die het Britse merk BSA van 1923 tot 1932 produceerde in verschillende uitvoeringen, zowel met zij- als kopklepmotoren.

## Voorgeschiedenis
BSA was in 1861 opgericht als fabrikant van vuurwapens, de Birmingham Small Arms Trade Association, maar bij gebrek aan (regerings)opdrachten was men rond 1880 al fietsen gaan maken en in 1907 ook de BSA-auto's. Het leverde in de jaren nul ook al speciale frames met geveerde voorvork waar klanten zelf een Minerva-kop/zijklepmotor konden monteren. In 1910 verschenen de eerste BSA-motorfietsen, de 500cc-modellen A, B en C. In 1914 volgde het 557-cc-BSA Model K, bedoeld als zijspantrekker, maar in 1915 volgde een 250cc-model dat als BSA 2¼ HP Model op de markt kwam. BSA gaf toen aan veel toekomst te zien in lichte motorfietsen, maar de Eerste Wereldoorlog zorgde ervoor dat dit eerste lichte model slechts een jaar in productie bleef. Na de oorlog verschenen er weer zware modellen, naast de 557cc-eencilinder ook de 770cc-V-twins van de Model E-serie. 
Pas in 1923 kwamen er weer lichte modellen die inderdaad succesvol werden: de 250cc-Model B-serie die tot 1939 in productie bleef en toen werd opgevolgd door de C-serie en het 350cc-Model L 2¾ HP.
De BSA Model L-serie kwam op de markt toen de productie van BSA een grote vlucht begon te nemen. Daar droegen deze modellen sterk aan bij. In 1925 leverde BSA niet minder dan 13 modellen en van de Model L-kopkleppers werden in de eerste vier productiejaren 35.000 exemplaren verkocht. De productie van de zijkleppers, toermachines voor dagelijks gebruik, lag waarschijnlijk nog veel hoger. 

## Model L-zijkleppers

### Modellen L 2¾ HP, L 3½ HP SV, L25 SV en L26 SV
Het Model L 2¾ HP werd als lichte sportmotor verkocht. Het had een zijklepmotor met een boring van 72 mm en een slag van 85,5 mm, waardoor de cilinderinhoud 348,1 cc bedroeg. De kleppen zaten aan de rechterkant van de motor en hadden elk een eigen nokkenas. Een apart tandwiel rechts dreef via een korte ketting de ontstekingsmagneet aan, maar ook de oliepomp. De machine had een total loss-smeersysteem waarvan de 1,4 liter olie in een apart compartiment van de benzinetank zat en ook een handpomp, maar de smering werd voornamelijk door de oliepomp verzorgd. Ter geruststelling van de berijder was er een "sight feed"-kijkglaasje naast de tank aangebracht, waar steeds wat olie door gepompt werd om de werking van de pomp te controleren. Er was een Amac-carburateur toegepast. De voorvork was van eigen BSA-fabricaat, volgens het girder-principe, een schommelvoorvork met slechts één centrale veer en zonder demping. Bij de presentatie eind 1922 werkten beide remmen nog op een enkele dummy belt rim brake in het achterwiel, maar toen de machine op de markt kwam werkte de handbediende voorrem op een dummy-poelie in het voorwiel en de voetbediende achterrem op een dummy-poelie in het achterwiel. De machine had als sportieve toermotorfiets een fors voorspatbord en een voor- en achterwielstandaard. Ze had een open brugframe waarbij de motor een dragend deel was. Onder het zadel zat het stalen kastje met boordgereedschap. Achtervering was er niet. Links van de flattank zaten het handpompje voor de smering en het oliekijkglaasje, rechts het kwadrant van de handgeschakelde versnellingsbak. De aandrijving verliep via een transmissiedemper op het linker uiteinde van de krukas, een ingesloten ketting naar de meervoudige droge plaatkoppeling en dan naar de handgeschakelde drieversnellingsbak waar ook de kickstarter op zat. 
Het BSA Model L 2¾ HP werd meteen een succes. Het zette records in de Scottish Six Days Trial en de International Trials in Zweden. Het werd dan ook als sportmodel verkocht, maar die functie werd in 1924 door de kopkleppers overgenomen. Het viel in de 2¾ HP-belastingklasse. Vanaf 1924 werden alle modellen aangeduid als 3½ HP. Zo ontstond in 1924 het Model L 3½ HP. In de volgende jaren werden de modellen nauwelijks gewijzigd. In 1925 werd het jaartal toegevoegd bij het Model L25 SV dat in 1926 Model L26 SV ging heten.

### Modellen L27 SV, L28 SV en L29 SV De Luxe
Het Model L27 SV werd gemoderniseerd. De machine kreeg trommelremmen voor en achter en een veel grotere oliepomp. Het "sight feed"-kijkglaasje om de werking van de oliepomp te controleren verhuisde van de zijkant van de tank naar de oliepomp zelf, maar de machine had nog steeds total loss smering. Het Model L28 SV was ongewijzigd, het Model L29 SV De Luxe kreeg een fishtail pipe-uitlaat en een zadeltank.

### Modellen L30-5, L30-6 Commercial, L31-4, L31-5 De Luxe, L32-2 en L32-4 De Luxe
Vanaf 1930 kregen alle BSA-modellen een type-aanduiding met het jaartal gevolgd door de plaats in de catalogus. Als eerste in de catalogus stonden de 175cc-tweetakten A30-1 en A30-2, gevolgd door de 250cc-B30-3 en B30-4 en dan kwam de BSA L30-5. De machine was vernieuwd. Ze had nu een dubbel wiegframe en een kastje voor het boordgereedschap tussen de buizen van het achterframe. Onder het zadel zat een accu. Ze had een groter carter nodig omdat daar nu ook een apart oliereservoir in zat en daarom werd de magdyno hoger geplaatst, maar nog steeds voor de cilinder. Ze had elektrische verlichting en een fishtail pipe-uitlaat. De kleppen waren afgedekt met een metalen plaatje. Over de BSA L30-6 Commercial is niet veel bekend. Waarschijnlijk stond dit model in de catalogus op de zesde plaats en was het een zijspancombinatie, een L30-5 met een bagagezijspan. De BSA L31-4 was het 350cc-basismodel van 1931. Ten opzichte van het vorige jaar was het gereedschapskastje iets groter geworden. De BSA L31-5 De Luxe was voorzien van een instrumentenpaneel. De BSA L32-2 was weer het basismodel, maar kon tegen meerprijs ook worden voorzien van verlichting en een instrumentenpaneel. Het zustermodel BSA L32-4 De Luxe had dat al en kostte daarom 3 pond meer.

## Afbeeldingen

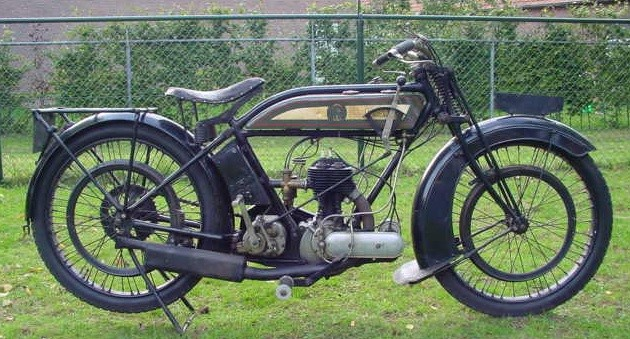
De zijklepper van 1924 met dummy belt rim brakes voor en achter
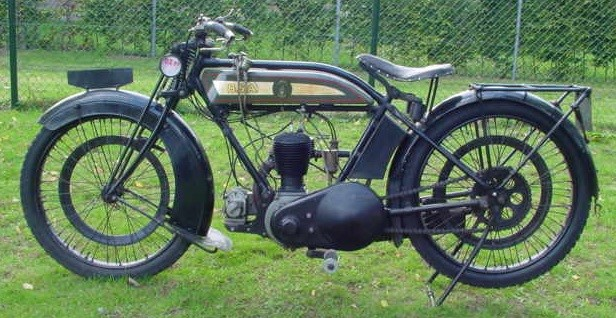
De aandrijfzijde: de primaire aandrijving had een gesloten kettingkast, de aandrijfketting had origineel een open kettingschermpje
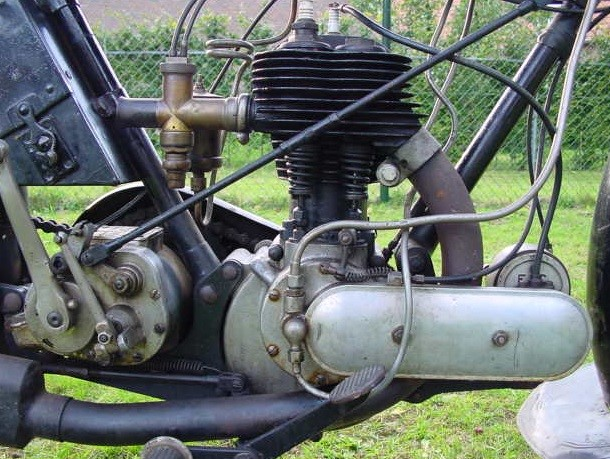
De rechterkant van de zijklepmotor, met de kleppen, de aandrijving van de ontstekingsmagneet, de Amac-carburateur, de leidingen van de oliepomp en links de drieversnellingsbak met kickstarter
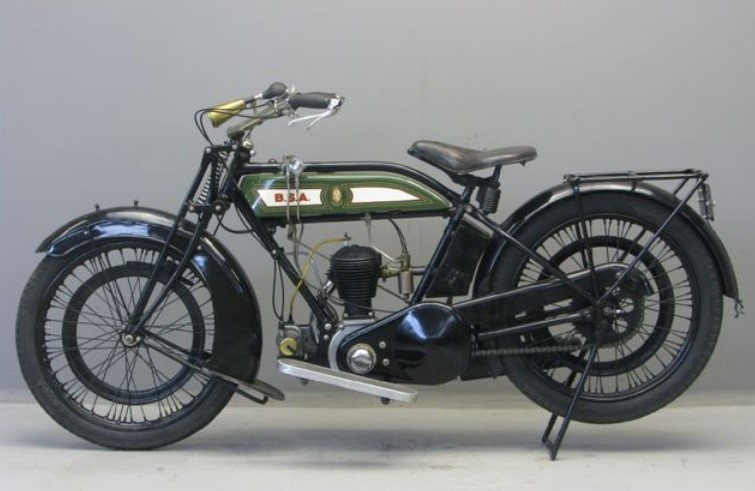
Model L26 SV uit 1926
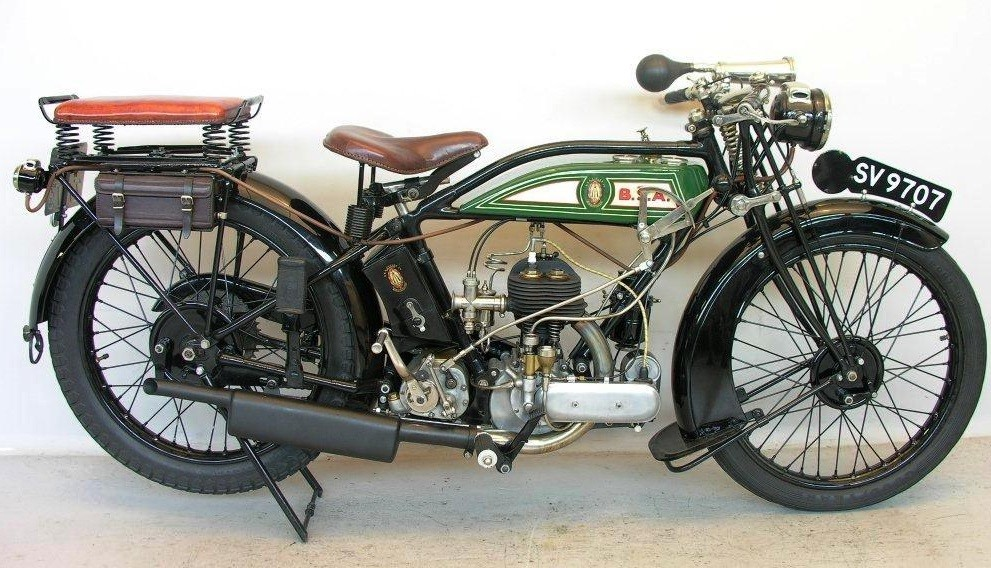
Het BSA Model L27 SV uit 1927 kreeg trommelremmen...
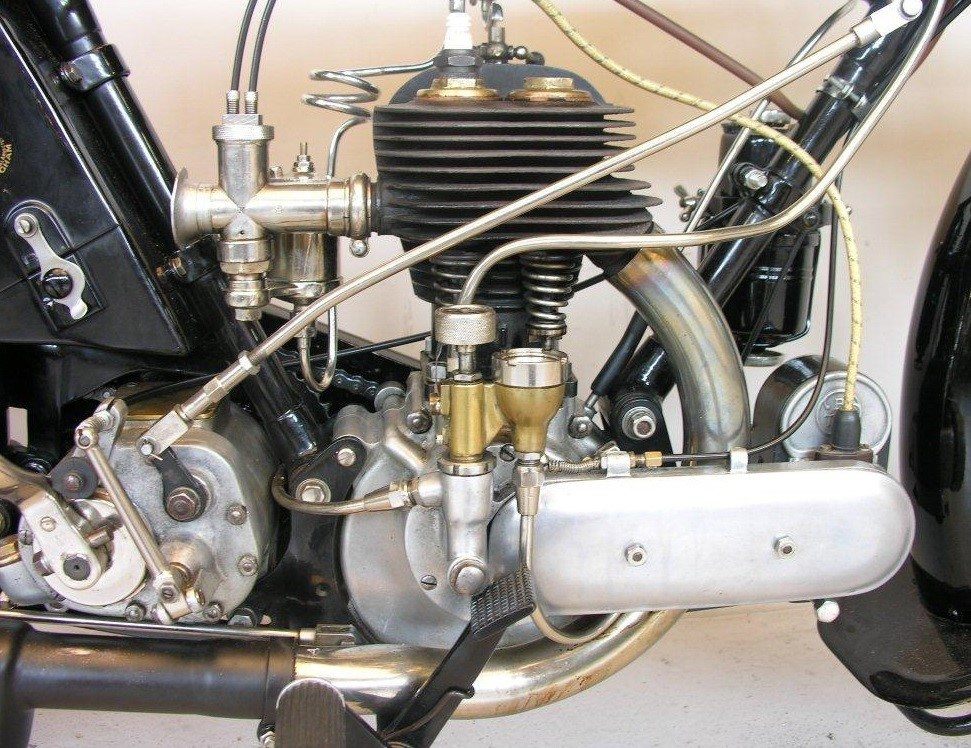
...en een forsere oliepomp met "sight feed"-kijkglaasje.
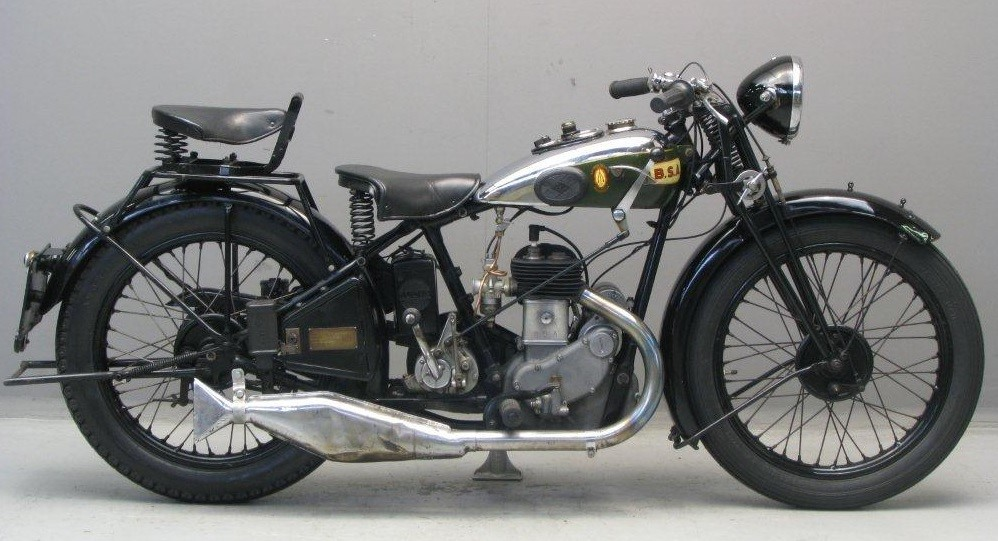
BSA L32-2 zijklepper uit 1932
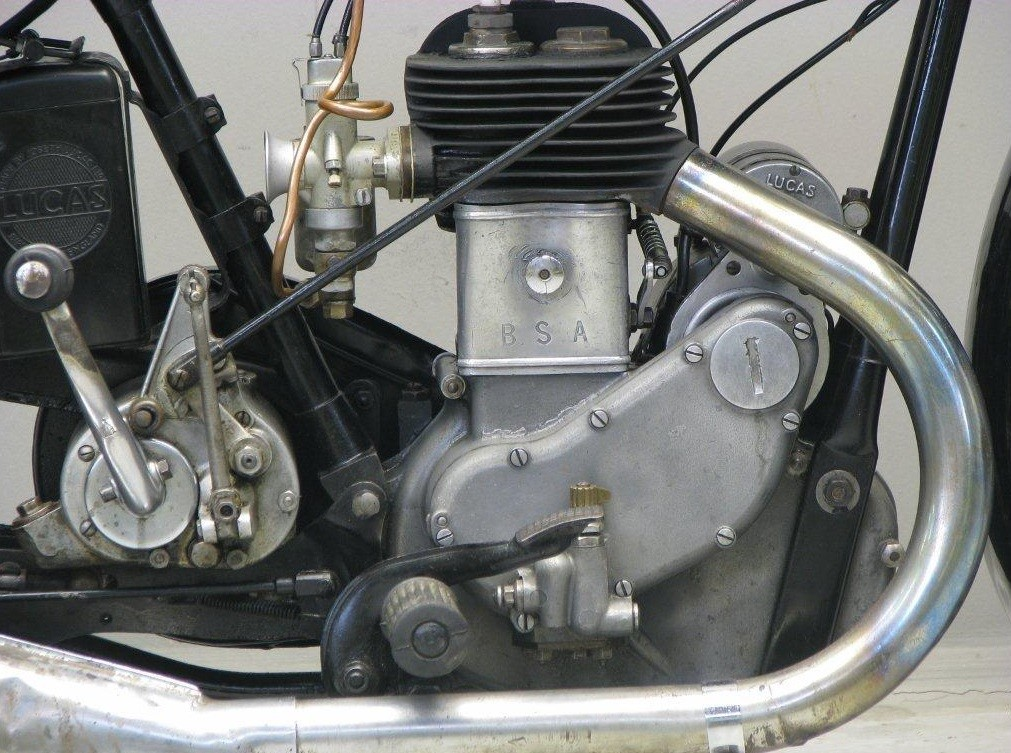
In de jaren dertig zat de ontstekingsmagneet hoger om ruimte te maken voor het grotere carter waar nu een apart oliecompartiment in zat.

## Model L-kopkleppers
De BSA L-modellen waren de eerste motorfietsen met kopklepmotor die BSA ooit produceerde. Hoewel de motoren grotendeels waren opgebouwd zoals de zijklepmotoren, had men voor de techniek van de stoterstangenmotoren gekeken naar de 900cc-Hotchkiss-V-twin die in de BSA 10 HP-auto werd gebruikt.

### Modellen L 3½ HP OHV, L25 OHV De Luxe en L26 OHV Super Sports
Het Model L 3½ HP OHV kwam in 1924 op de markt. De kopklepmotor met stoterstangen was ontworpen door Harold Briggs, een topconstructeur die was overgekomen van Daimler in Coventry. Briggs liet zich inspireren door de Hotchkiss 900cc-V-twin die in de BSA 10 HP-auto werd toegepast. Uiteraard betrok de gelijkenis zich vooral op het kleppenmechanisme, waarbij de tuimelaars waren ingesloten en automatisch werden gesmeerd door een oliepomp. De olievoorraad zat - gebruikelijk bij een total loss-systeem - in de tank en de pomp werd door zwaartekracht gevoed. Op de tank zat ook het handpompje voor de smering en het "sight feed"-kijkglaasje om de werking van de oliepomp te controleren. Verder was de opbouw zoals bij de zijkleppers, met een boring van 72 mm en een slag van 85,5 mm. De carburateur was geleverd door Amac (ook gevestigd in Birmingham). Hoewel nog steeds als 3½ HP-model verkocht, leverde het blok 13 pk en bedroeg de topsnelheid 96 km/uur. De ontstekingsmagneet werd door een kettinkje aangedreven. De machine had een handgeschakelde drieversnellingsbak die door een ketting via een meervoudige droge plaatkoppeling werd aangedreven. Op de versnellingsbak zat ook de kickstarter. De voorvork was uit eigen BSA-productie gebouwd volgens het girder-principe met een enkele centrale veer, met frictiedempers als schokdempers. Voor en achter waren dummy belt rim brakes toegepast en de machine had een verlaagd sportstuur. In 1925 veranderde de naam in BSA Model L25 OHV, maar het bleef ongewijzigd. In 1926 verscheen het Model L26 OHV Super Sports. Dit was minder een sportieve wegmotor en meer een clubmanracer, met een extreem laag stuur, smalle spatborden, een kussentje op de tank (voor de voorovergebogen coureur) en vooral de trommelremmen die de andere modellen pas in 1927 kregen. 

### Modellen L27 OHV Standard, L27 OHV Super Sports, L28 OHV Standard, L28 OHV Super Sports en L29 OHV
In 1927 kregen alle modellen trommelremmen. Van de kopkleppers verschenen nu ook weer meer op straatgebruik gerichte "standard"-versies naast de Super Sports-modellen. In 1929 kregen alle modellen een zadeltank, maar de handschakeling en het oliereservoir in de tank bleven, waardoor de machines ook nog steeds een total loss-smeersysteem hadden. Dat gold echter niet voor het BSA Model L29 OHV. In 1928 had BSA met het BSA Model S28 De Luxe OHV voor het eerst een sloper op de markt gebracht. Dit was een motorblok met een voorover hellende cilinder. Omdat de cilinder nu parallel aan de voorste framebuis liep, kwam er aan de achterkant plaats voor de ontstekingsmagneet en eventuele magdyno indien er elektrische verlichting werd besteld. Er was nu ook plaats voor een groter carter waarin een apart compartiment voor 1,7 liter smeerolie zat. Toch had de machine geen wet-sumpsysteem. Het functioneerde als een dry-sumpsysteem met het oliereservoir in het carter. 

### Modellen L30-11, L31-6 De Luxe, L32-3, L32-5 De Luxe en L32-5 Blue Star
Net als de zijkleppers kregen de kopkleppers in 1930 een dubbel wiegframe. De L30-11 had hetzelfde frame als de 500cc-BSA S30-12 en was eveneens een sloper. Het was een "Two Port" of "Twin Port"-model met twee uitlaatpoorten en dientengevolgde ook twee fishtail pipes. Ze had een zwart frame, verchroomde tankflanken met een groene bovenkant en kon tegen meerprijs worden uitgevoerd met twistgrip-gascontrole en twistgrip-ontstekingsvervroeging, een luchtfilter en een afneembare bagagedrager. Doordat ze dezelfde specificaties had als het 500cc-model, was de machine feitelijk niet sterk genoeg voor haar gewicht, maar klanten die dat wilden konden ook een speciale motor bestellen, met een hoge compressie-zuiger, speciale nokkenassen, een race-bougie, sterkere klepveren en een race-magneet. Die opgevoerde motoren kregen een rode ster op het distributiecarter. Dat was het begin van de "Star"-modellen, zoals de latere BSA Blue Star-serie, de BSA B24 Empire Star, de BSA B24 Silver Star en uiteindelijk de beroemde BSA Gold Star-serie. In 1931 waren er geen slopers meer omdat het prijsverschil (2¾ pond) met de 500cc-versies te klein was. De BSA L31-6 De Luxe was de enige 350cc-kopklepper in het programma van 1931, met de verchroomde tank, elektrisch licht en een instrumentenpaneel op het stuur. De machine had ook een reservestand op de benzinekraan. In 1932 waren er weer drie kopkleppers. De BSA L32-3 was het basismodel "voor sportieve rijders" omdat het door ontbreken van luxe licht was. Het was geschikt voor een licht zijspan. Het had een groene tank en als er elektrisch licht werd besteld zat het bedieningspaneel op de tank. De BSA L32-5 De Luxe was ook een sportmodel en vrijwel identiek aan de L32-3, maar was met voet- en handschakeling leverbaar. De BSA L32-5 Blue Star was een echte sportmotor, met een opgevoerd motorblok met hoge compressie-zuiger, sterkere zuigerveren, racenokkenassen, een racebougie en een Amal-carburateur met acceleratiepomp. Ze kreeg op verzoek ook swept back pipes, voetschakeling en een integraal remsysteem. Het was een van de topmodellen van BSA, samen met de 500cc-BSA W32-7 Blue Star. De L32-5 Blue Star had een groene tank, verchroomde velgen en voetschakeling, hoewel klanten die daar niet aan konden wennen ook voor handschakeling konden kiezen. In 1932 werd de boring verkleind naar 71 mm en de slag vergroot naar 88 mm.

## Einde productie
De Model L-serie eindigde na 1932, maar ze werd opgevolgd door de BSA R-serie. De 350cc-zijklepper verdween, maar L32-5 De Luxe was vrijwel identiek aan de nieuwe BSA R33-4 en de L32-5 Blue Star werd nu BSA R33-5 Blue Star.

## Afbeeldingen

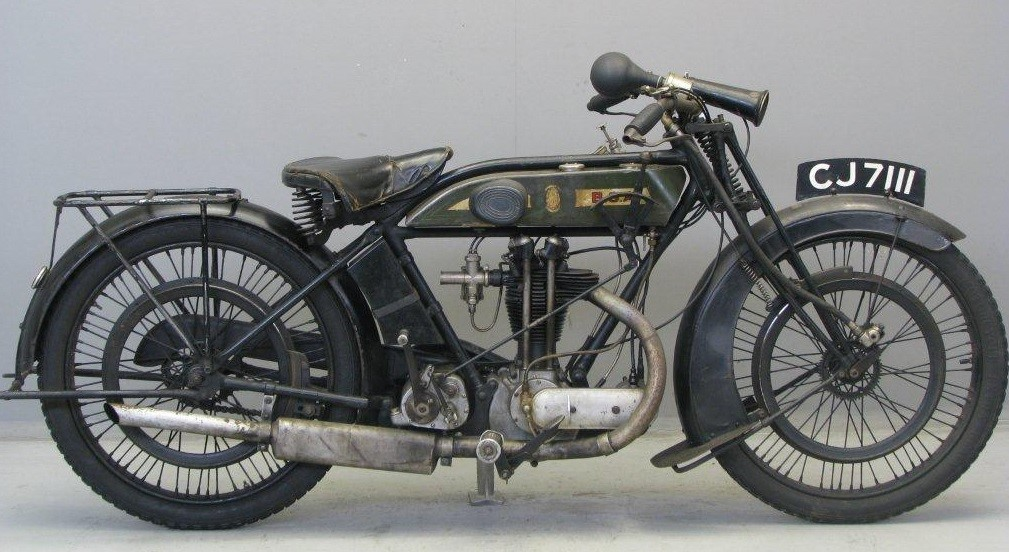
Model L 3½ HP OHV kopklepper uit 1924.
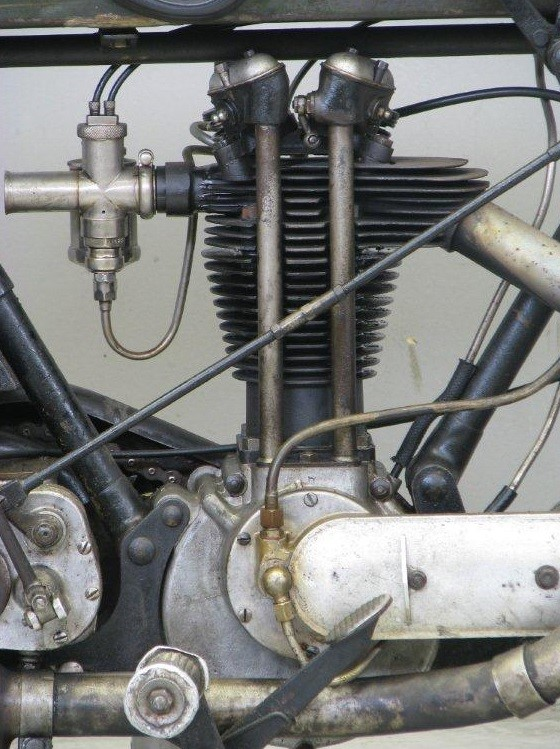
Het eerste kopklepblok uit 1924. De gesloten klepaandrijving leek veel op die van de 900cc-Hotchkiss-V-twin, die model had gestaan voor de techniek met ingesloten kleppen en tuimelaars.
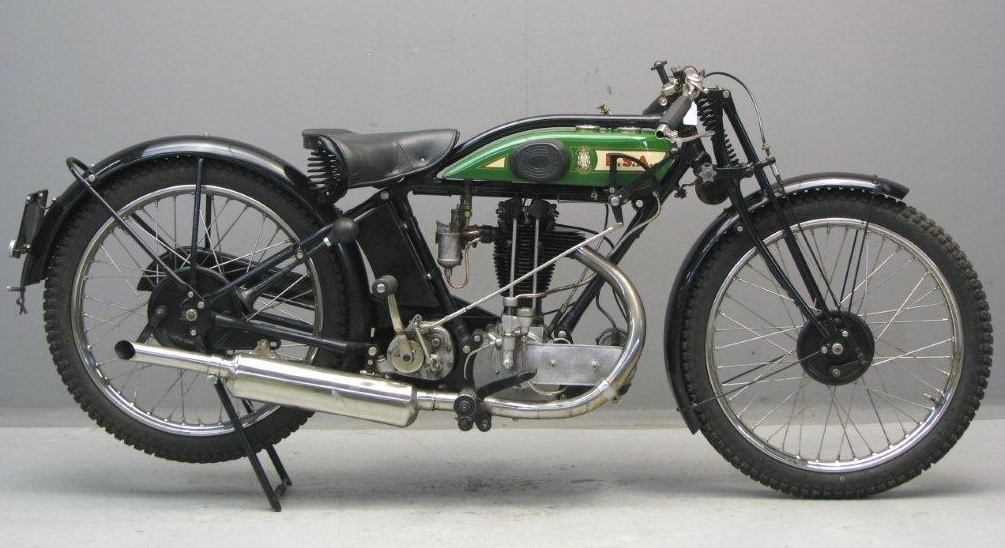
Model L28 OHV Super Sports kopklepper uit 1928
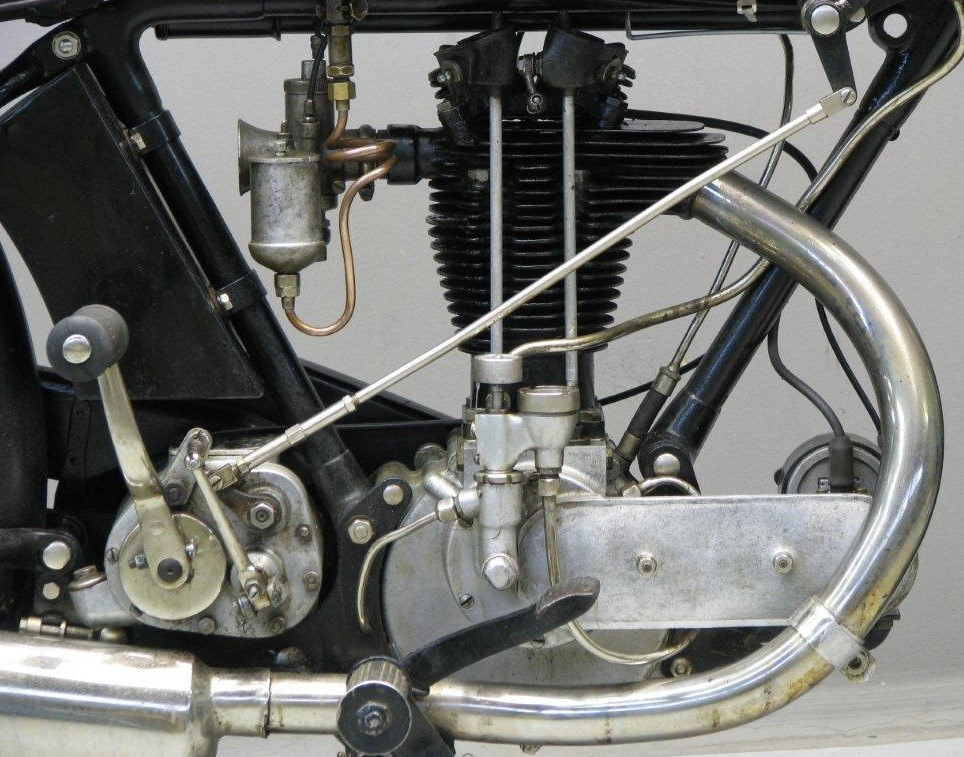
De L28-kopklepmotor uit 1928
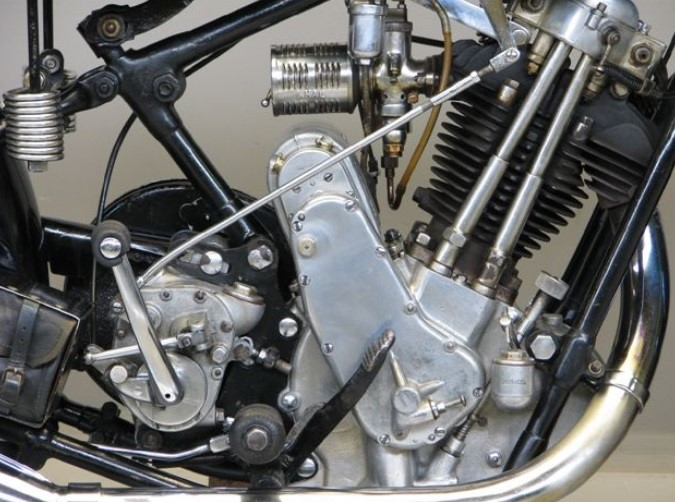
Dit motorblok van het BSA Model S28 De Luxe OHV was vrijwel identiek aan dat van het BSA Model L29 OHV Sloper.
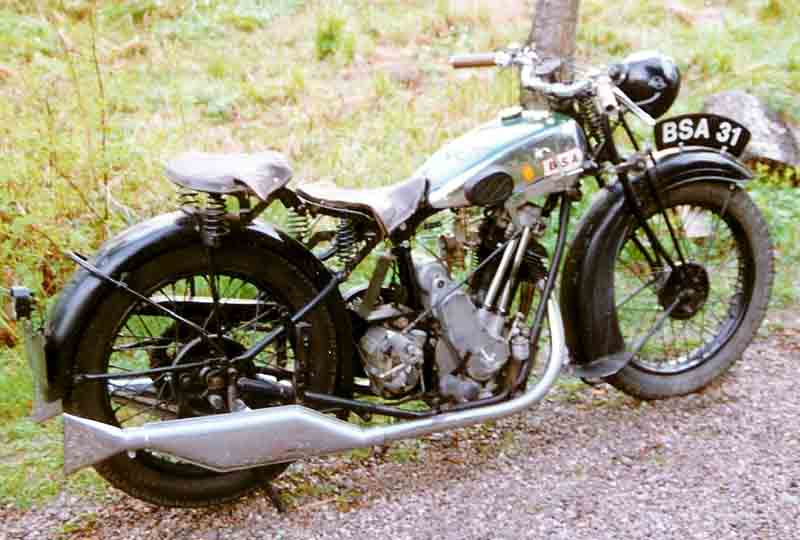
BSA L30-11 Sloper uit 1930.

## Technische gegevens (1)
| BSA Model              | L 2¾ HP                 | L 3½ HP OHV             | L 3½ HP SV              | L25 OHV                 | L25 OHV Super Sports    | L25 SV                  | L26 OHV Super Sports    | L26 SV                  |
| ---------------------- | ----------------------- | ----------------------- | ----------------------- | ----------------------- | ----------------------- | ----------------------- | ----------------------- | ----------------------- |
| Periode                | 1923                    | 1924-1925               | 1924-1925               | 1925                    | 1925                    | 1925                    | 1926                    | 1926                    |
| Categorie              | Sport                   | Sport                   | Toer                    | Sport                   | Sport                   | Toer                    | Sport                   | Toer                    |
| Motortype              | SV                      | OHV                     | SV                      | OHV                     | OHV                     | SV                      | OHV                     | SV                      |
| Bouwwijze              | Staande eencilinder     | Staande eencilinder     | Staande eencilinder     | Staande eencilinder     | Staande eencilinder     | Staande eencilinder     | Staande eencilinder     | Staande eencilinder     |
| Koeling                | Lucht                   | Lucht                   | Lucht                   | Lucht                   | Lucht                   | Lucht                   | Lucht                   | Lucht                   |
| Boring                 | 72,0 mm                 | 72,0 mm                 | 72,0 mm                 | 72,0 mm                 | 72,0 mm                 | 72,0 mm                 | 72,0 mm                 | 72,0 mm                 |
| Slag                   | 85,5 mm                 | 85,5 mm                 | 85,5 mm                 | 85,5 mm                 | 85,5 mm                 | 85,5 mm                 | 85,5 mm                 | 85,5 mm                 |
| Cilinderinhoud         | 348,1 cc                | 348,1 cc                | 348,1 cc                | 348,1 cc                | 348,1 cc                | 348,1 cc                | 348,1 cc                | 348,1 cc                |
| Carburateur(s)         | Amac                    | Amac                    | Amac                    | Amac                    | Amac                    | Amac                    | Amac                    | Amac                    |
| Smeersysteem           | Total loss              | Total loss              | Total loss              | Total loss              | Total loss              | Total loss              | Total loss              | Total loss              |
| Fiscaal vermogen       | 2¾ pk                   | 3½ pk                   | 3½ pk                   | 3½ pk                   | 3½ pk                   | 3½ pk                   | 3½ pk                   | 3½ pk                   |
| Primaire aandrijving   | Ketting                 | Ketting                 | Ketting                 | Ketting                 | Ketting                 | Ketting                 | Ketting                 | Ketting                 |
| Koppeling              | Meervoudige droge plaat | Meervoudige droge plaat | Meervoudige droge plaat | Meervoudige droge plaat | Meervoudige droge plaat | Meervoudige droge plaat | Meervoudige droge plaat | Meervoudige droge plaat |
| Versnellingen          | 3                       | 3                       | 3                       | 3                       | 3                       | 3                       | 3                       | 3                       |
| Secundaire aandrijving | Ketting                 | Ketting                 | Ketting                 | Ketting                 | Ketting                 | Ketting                 | Ketting                 | Ketting                 |
| Rijwielgedeelte        | Open brugframe          | Open brugframe          | Open brugframe          | Open brugframe          | Open brugframe          | Open brugframe          | Open brugframe          | Open brugframe          |
| Voorvork               | Girder-type BSA         | Girder-type BSA         | Girder-type BSA         | Girder-type BSA         | Girder-type BSA         | Girder-type BSA         | Girder-type BSA         | Girder-type BSA         |
| Achtervork             | Star                    | Star                    | Star                    | Star                    | Star                    | Star                    | Star                    | Star                    |
| Voorrem                | Dummy belt rim          | Dummy belt rim          | Dummy belt rim          | Dummy belt rim          | Dummy belt rim          | Dummy belt rim          | Trommelrem              | Dummy belt rim          |
| Achterrem              | Dummy belt rim          | Dummy belt rim          | Dummy belt rim          | Dummy belt rim          | Dummy belt rim          | Dummy belt rim          | Trommelrem              | Dummy belt rim          |

## Technische gegevens (2)
| BSA Model              | L27 OHV Standard        | L27 OHV Super Sports    | L27 SV                  | L28 OHV Standard        | L28 OHV Super Sports    | L28 SV                  | L29 OHV                 | L29 SV De Luxe          |
| ---------------------- | ----------------------- | ----------------------- | ----------------------- | ----------------------- | ----------------------- | ----------------------- | ----------------------- | ----------------------- |
| Periode                | 1927                    | 1927                    | 1927                    | 1928                    | 1928                    | 1928                    | 1929                    | 1929                    |
| Categorie              | Sport                   | Sport                   | Toer                    | Sport                   | Sport                   | Toer                    | Sport                   | Toer                    |
| Motortype              | OHV                     | OHV                     | SV                      | OHV                     | OHV                     | SV                      | OHV                     | SV                      |
| Bouwwijze              | Staande eencilinder     | Staande eencilinder     | Staande eencilinder     | Staande eencilinder     | Staande eencilinder     | Staande eencilinder     | Sloper                  | Staande eencilinder     |
| Koeling                | Lucht                   | Lucht                   | Lucht                   | Lucht                   | Lucht                   | Lucht                   | Lucht                   | Lucht                   |
| Boring                 | 72,0 mm                 | 72,0 mm                 | 72,0 mm                 | 72,0 mm                 | 72,0 mm                 | 72,0 mm                 | 72,0 mm                 | 72,0 mm                 |
| Slag                   | 85,5 mm                 | 85,5 mm                 | 85,5 mm                 | 85,5 mm                 | 85,5 mm                 | 85,5 mm                 | 85,5 mm                 | 85,5 mm                 |
| Cilinderinhoud         | 348,1 cc                | 348,1 cc                | 348,1 cc                | 348,1 cc                | 348,1 cc                | 348,1 cc                | 348,1 cc                | 348,1 cc                |
| Carburateur(s)         | Amac                    | Amac                    | Amac                    | Amac                    | Amac                    | Amac                    | Amal                    | Amal                    |
| Smeersysteem           | Total loss              | Total loss              | Total loss              | Total loss              | Total loss              | Total loss              | Dry-sump                | Total Loss              |
| Fiscaal vermogen       | 3½ pk                   | 3½ pk                   | 3½ pk                   | 3½ pk                   | 3½ pk                   | 3½ pk                   | 3½ pk                   | 3½ pk                   |
| Primaire aandrijving   | Ketting                 | Ketting                 | Ketting                 | Ketting                 | Ketting                 | Ketting                 | Ketting                 | Ketting                 |
| Koppeling              | Meervoudige droge plaat | Meervoudige droge plaat | Meervoudige droge plaat | Meervoudige droge plaat | Meervoudige droge plaat | Meervoudige droge plaat | Meervoudige droge plaat | Meervoudige droge plaat |
| Versnellingen          | 3                       | 3                       | 3                       | 3                       | 3                       | 3                       | 3                       | 3                       |
| Secundaire aandrijving | Ketting                 | Ketting                 | Ketting                 | Ketting                 | Ketting                 | Ketting                 | Ketting                 | Ketting                 |
| Rijwielgedeelte        | Open brugframe          | Open brugframe          | Open brugframe          | Open brugframe          | Open brugframe          | Open brugframe          | Open brugframe          | Open brugframe          |
| Voorvork               | Girder-type BSA         | Girder-type BSA         | Girder-type BSA         | Girder-type BSA         | Girder-type BSA         | Girder-type BSA         | Girder-type BSA         | Girder-type BSA         |
| Achtervork             | Star                    | Star                    | Star                    | Star                    | Star                    | Star                    | Star                    | Star                    |
| Voorrem                | Trommelrem              | Trommelrem              | Trommelrem              | Trommelrem              | Trommelrem              | Trommelrem              | Trommelrem              | Trommelrem              |
| Achterrem              | Trommelrem              | Trommelrem              | Trommelrem              | Trommelrem              | Trommelrem              | Trommelrem              | Trommelrem              | Trommelrem              |

## Technische gegevens (3)
| BSA Model              | L30-5                   | L30-6 Commercial        | L30-11                  | L31-4                   | L31-5 De Luxe           | L31-6 De Luxe           | L32-2                   | L32-3                   | L32-4 De Luxe           | L32-5 Blue Star         | L32-5 De Luxe           |
| ---------------------- | ----------------------- | ----------------------- | ----------------------- | ----------------------- | ----------------------- | ----------------------- | ----------------------- | ----------------------- | ----------------------- | ----------------------- | ----------------------- |
| Periode                | 1930                    | 1930                    | 1930                    | 1931                    | 1931                    | 1931                    | 1932                    | 1932                    | 1932                    | 1932                    | 1932                    |
| Categorie              | Toer                    | Toer                    | Toer                    | Toer                    | Toer                    | Sport                   | Toer                    | Sport                   | Toer                    | Sport                   | Sport                   |
| Motortype              | SV                      | SV                      | OHV                     | SV                      | SV                      | OHV                     | SV                      | OHV                     | SV                      | OHV                     | OHV                     |
| Bouwwijze              | Staande eencilinder     | Staande eencilinder     | Sloper                  | Staande eencilinder     | Staande eencilinder     | Staande eencilinder     | Staande eencilinder     | Staande eencilinder     | Staande eencilinder     | Staande eencilinder     | Staande eencilinder     |
| Koeling                | Lucht                   | Lucht                   | Lucht                   | Lucht                   | Lucht                   | Lucht                   | Lucht                   | Lucht                   | Lucht                   | Lucht                   | Lucht                   |
| Boring                 | 72,0 mm                 | 72,0 mm                 | 72,0 mm                 | 72,0 mm                 | 72,0 mm                 | 72,0 mm                 | 72,0 mm                 | 72,0 mm                 | 72,0 mm                 | 71 mm                   | 71 mm                   |
| Slag                   | 85,5 mm                 | 85,5 mm                 | 85,5 mm                 | 85,5 mm                 | 85,5 mm                 | 85,5 mm                 | 85,5 mm                 | 85,5 mm                 | 85,5 mm                 | 88 mm                   | 88 mm                   |
| Cilinderinhoud         | 348,1 cc                | 348,1 cc                | 348,1 cc                | 348,1 cc                | 348,1 cc                | 348,1 cc                | 348,1 cc                | 348,1 cc                | 348,1 cc                | 348,4 cc                | 348,4 cc                |
| Carburateur(s)         | Amal                    | Amal                    | Amal                    | Amal                    | Amal                    | Amal                    | Amal                    | Amal                    | Amal                    | Amal                    | Amal                    |
| Smeersysteem           | Dry-sump                | Dry-sump                | Dry-sump                | Dry-sump                | Dry-sump                | Dry-sump                | Dry-sump                | Dry-sump                | Dry-sump                | Dry-sump                | Dry-sump                |
| Fiscaal vermogen       | 3½ pk                   | 3½ pk                   | 3½ pk                   | 3½ pk                   | 3½ pk                   | 3½ pk                   | 3½ pk                   | 3½ pk                   | 3½ pk                   | 3½ pk                   | 3½ pk                   |
| Primaire aandrijving   | Ketting                 | Ketting                 | Ketting                 | Ketting                 | Ketting                 | Ketting                 | Ketting                 | Ketting                 | Ketting                 | Ketting                 | Ketting                 |
| Koppeling              | Meervoudige natte plaat | Meervoudige natte plaat | Meervoudige natte plaat | Meervoudige natte plaat | Meervoudige natte plaat | Meervoudige natte plaat | Meervoudige natte plaat | Meervoudige natte plaat | Meervoudige natte plaat | Meervoudige natte plaat | Meervoudige natte plaat |
| Versnellingen          | 3                       | 3                       | 3                       | 3                       | 3                       | 3                       | 3                       | 3                       | 3                       | 3                       | 3                       |
| Secundaire aandrijving | Ketting                 | Ketting                 | Ketting                 | Ketting                 | Ketting                 | Ketting                 | Ketting                 | Ketting                 | Ketting                 | Ketting                 | Ketting                 |
| Rijwielgedeelte        | Dubbel wiegframe        | Dubbel wiegframe        | Dubbel wiegframe        | Dubbel wiegframe        | Dubbel wiegframe        | Dubbel wiegframe        | Dubbel wiegframe        | Dubbel wiegframe        | Dubbel wiegframe        | Dubbel wiegframe        | Dubbel wiegframe        |
| Voorvork               | Girder-type BSA         | Girder-type BSA         | Girder-type BSA         | Girder-type BSA         | Girder-type BSA         | Girder-type BSA         | Girder-type BSA         | Girder-type BSA         | Girder-type BSA         | Girder-type BSA         | Girder-type BSA         |
| Achtervork             | Star                    | Star                    | Star                    | Star                    | Star                    | Star                    | Star                    | Star                    | Star                    | Star                    | Star                    |
| Voorrem                | Trommelrem              | Trommelrem              | Trommelrem              | Trommelrem              | Trommelrem              | Trommelrem              | Trommelrem              | Trommelrem              | Trommelrem              | Trommelrem              | Trommelrem              |
| Achterrem              | Trommelrem              | Trommelrem              | Trommelrem              | Trommelrem              | Trommelrem              | Trommelrem              | Trommelrem              | Trommelrem              | Trommelrem              | Trommelrem              | Trommelrem              |
| Opvolger               |                         |                         |                         |                         |                         |                         |                         |                         |                         | R33-5 Blue Star         | R33-4                   |